# Trials Rising
Trials Rising est un jeu vidéo de course développé par RedLynx et édité par Ubisoft, sorti le 26 février 2019 sur Microsoft Windows, PlayStation 4, Xbox One et Nintendo Switch. Le jeu sort également le 19 novembre 2019 sur Google Stadia.

## Développement
Trials Rising est développé par RedLynx, un studio finlandais de développement (filiale d'Ubisoft), notamment connu pour avoir créé la série Trials.
En 2018, RedLynx profite de la gamescom, afin de préciser la date de sortie du jeu, laquelle est fixée au 26 février 2019.